# Comtat d'Aura
El Comtat d'Aura o d'Aure (en francès) fou una jurisdicció feudal de Gascunya centrada a la Vall d'Aura.
Part del Ducat de Gascunya el territori fou inclòs en el lot d'Arnau I Nonat, a qui en el repartiment a la mort de Garcia el Corb el 926 va tocar el comtat d'Astarac. Arnau Nonat va morir el 960 i va deixar l'Astarac al seu fill gran Garcia, i la Vall d'Aura, amb títol de comte, al segon fill Arnau. Aquest va morir sense successió i el comtat va anar a la seva germana Faquilena, senyora de Larboust i Oueil, vídua del comte de Bigorra Ramon I Donat (945-956) i casada en segones noces amb Oriol, germà de Ramon I Donat. Van repartir l'herència entre els fills i Garcia I fou comte d'Aure amb el seu germà Guillem I associat; el fill Donat va ser vescomte de Labarta. Garcia I d'Aura va tenir per successor al seu fill Arnau II, i aquest al seu fill Garcia II. Aquest darrer va tenir tres fills, Arnau, Odó i Ramon. El primer fou comte d'Aura i a la seva mort el territori va passar al seu germà Odó I amb títol vescomtal, potser perquè amb aquest títol ja administrava el comtat (el tercer fill Ramon fou monjo).
Odó I, doncs, va iniciar la línia de vescomtes d'Aura, que continua amb el seu fill Sanç, el fill d'aquest Odó II i el fill d'aquest Arnau IV. Aquest darrer va morir deixant només una filla, Bertrana, que es va casar amb Guiu de Comenge, fill del comte Bernat IV de Comenge (conegut per Bernat I) mort el 1144. Guiu fou vescomte ius uxoris i el vescomtat va passar al seu fill comú Ramon; a la seva mort el va succeir el seu fill Bertran que va morir deixant només una filla de nom desconegut que es va casar amb Arnau Guillem II vescomte de Labarta a qui va passar l'Aure o Aura. A la mort de Ramon les senyories de Larboust i Oueil van passar al segon fill Odó I tronc de la línia que després seran vescomtes de Larboust.

## Llista de comtes
- Arnau I 960-?
- Faquilena ?
- Oriol (espòs) ?-977
- Garcia I 977-995
- Guillem I (associat) 977-c. 995
- Arnau II 995-1039
- Garcia II 1039-1069
- Arnau III 1069-1075
- Odó I ? (vescomte) 1075-1082
- Sanç I 1082-1128
- Odó II 1128-?
- Arnau IV ?-1175
- Bertrana 1175?
- Guiu de Comenge (espòs) ?
- Ramon c. 1200
- Bertran després del 1200
- Vescomtessa d'Aura i Manhoac
- Arnau Guillem (II de Labarta) c. 1230-1259 (espòs)
- Aura i Manhoac a Labarta 1259